# Визирнинское муниципальное образование
Визирнинское муниципальное образование — упразднённое муниципальное образование со статусом сельского поселения в Киренском районе Иркутской области России.
Административный центр — поселок Визирный.

## Демография
По результатам Всероссийской переписи населения 2010 года
численность населения муниципального образования составила 128 человек, в том числе 63 мужчины и 65 женщин.

## Населенные пункты
В состав муниципального образования входят населенные пункты
- Визирный[3]